# Plch angolský
Plch angolský (Graphiurus angolensis) je druh hlodavce z čeledi plchovitých. Žije se ve střední a severní Angole a západní Zambii a byl zaznamenán v sedmi lokalitách v nadmořské výšce od 1 000 do 2 000 metrů. Jeho přirozeným stanovištěm jsou tropické suché lesy. Ačkoli velikost populace je neznámá, je obecně považován za vzácný druh.

## Popis
Tento malý druh má délku těla 80 až 110 mm a délku ocasu 70 až 96 mm. Srst na zádech je měkká, hladká a poměrně dlouhá. Barva hřbetu se liší, od zlatavě hnědé, rezavě hnědé nebo fádní hnědé po tmavě hnědou; vršek hřbetu je často tmavší než zbytek. Spodní část těla je bílá nebo krémová, mírně zbarvená šedou barvou a je zde ostrá linie ohraničující spojení mezi hřbetním a břišním zbarvením. Uši jsou velké, hnědé a zaoblené. Oči jsou velké a kolem nich je nápadná maska, líce jsou bílé nebo krémové, přičemž tato barva sahá v pásech k ramenům. Ocas má krátkou srst poblíž základny a dlouhé chlupy poblíž špičky. Je to v podstatě stejná barva jako hřbetní srst, ale některé bílé chlupy jsou smíchány s tmavšími a špička je bílá.

## Rozšíření a výskyt
Známé rozšíření druhu zahrnuje pouze severní a střední Angolu a západní Zambii, ve výškách mezi asi 1 000 a 2 000 m n. m. Byl zaznamenán pouze na sedmi lokalitách a je pravděpodobně vzácným druhem, jeho typickým stanovištěm je tropický suchý les a zalesněná savana. V miombo lesích má tendenci se vyskytovat v blízkosti vody.